# Dunga Bweni
Dunga Bweni è una circoscrizione mista (mixed ward) della Tanzania situata nel distretto di Kati, regione di Zanzibar Centro-Sud. Conta una popolazione di 2 808 abitanti (censimento 2012).